# Möte på tåg
Möte på tåg (franska: Le Train) är en fransk-italiensk romantikfilm från 1973 i regi av Pierre Granier-Deferre.
Filmen är baserad på Georges Simenons roman Tåget.

## Rollista i urval
- Jean-Louis Trintignant - Julien Maroyeur
- Romy Schneider - Anna Küpfer
- Niké Arrighi - Monique Maroyeur
- Régine - Julie
- Maurice Biraud - Maurice
- Paul Amiot - François
- Serge Marquand - den mustaschprydde
- Anne Wiazemsky - den unga modern